# Мескиталь (Тамаулипас)
Мескиталь (исп. Mezquital) — город и муниципалитет в Мексике, входит в штат Тамаулипас. Население 378 человек.